# Канцелта
Канцелта (осет. Хъанцелтæ), ранее Канчавет (осет. Хъанчавет, груз. ყანჩავეთი — Канчавети) — село в Закавказье, расположено в Ленингорском районе Южной Осетии, фактически контролирующей село; согласно юрисдикции Грузии — в Ахалгорском муниципалитете.

## География и состав
Село находится на реке Канчаура (впадающей в Ксани (Чисандон)) к западу от села Икот и к северо-западу от райцентра Ленингор (Ахалгори).

## Население
Село населено этническими грузинами. По данным 1959 года в селе жило 563 жителя — в основном только грузины.
 По переписи 2002 года (проведённой властями Грузии, контролировавшей восточную часть Ленингоского/Ахалгорского района на момент проведения переписи) в селе жило 445 человек, в том числе 96 % составили грузины. По переписи 2015 года — 114 человек.

## История
В период южноосетинского конфликта в 1992—2008 гг. село входило в состав восточной части Ленингорского района, находившейся в зоне контроля Грузии. После войны в августе 2008 года село перешло под контроль властей РЮО.

## Топографические карты
- Лист карты K-38-65 Ленингори. Масштаб: 1 : 100 000. Издание 1979 г.